# Parque eólico de Lillgrund

O parque eólico de Lillgrund está situado no estreito de Öresund, a cerca de 10 km a oeste da costa da Escânia, a sul da ponte de Öresund.                                                                                                                Tem 48 torres com 115 m de altura e um efeito de 2,3 MW cada uma.                                                                                                                                                 O parque é propriedade da Vattenfall. Quando concluído, em 26 de outubro de 2007, era o terceiro maior parque eólico offshore do mundo.                                                                                                                                                  Prevê-se que as turbinas eólicas instaladas funcionem durante 20-25 anos.

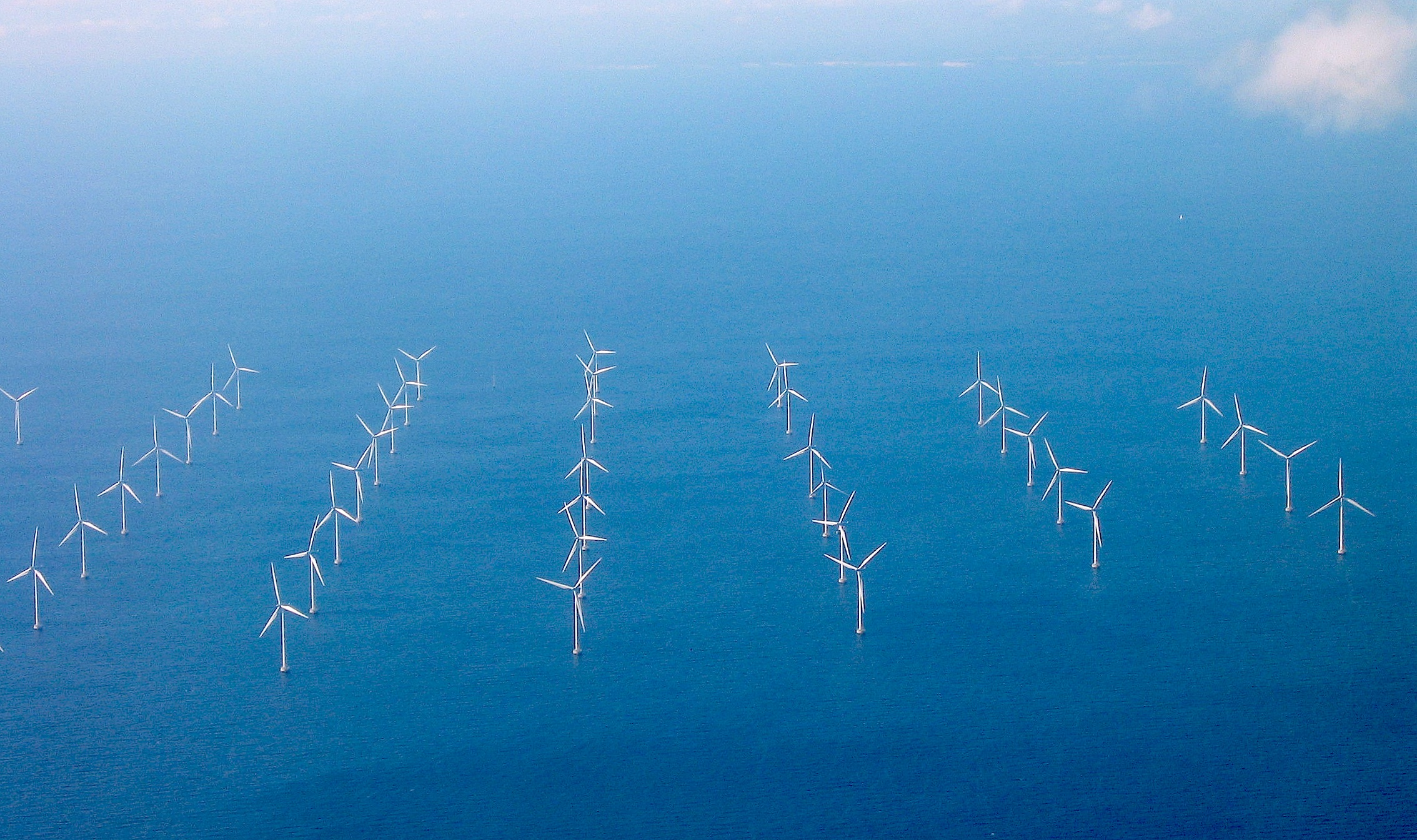
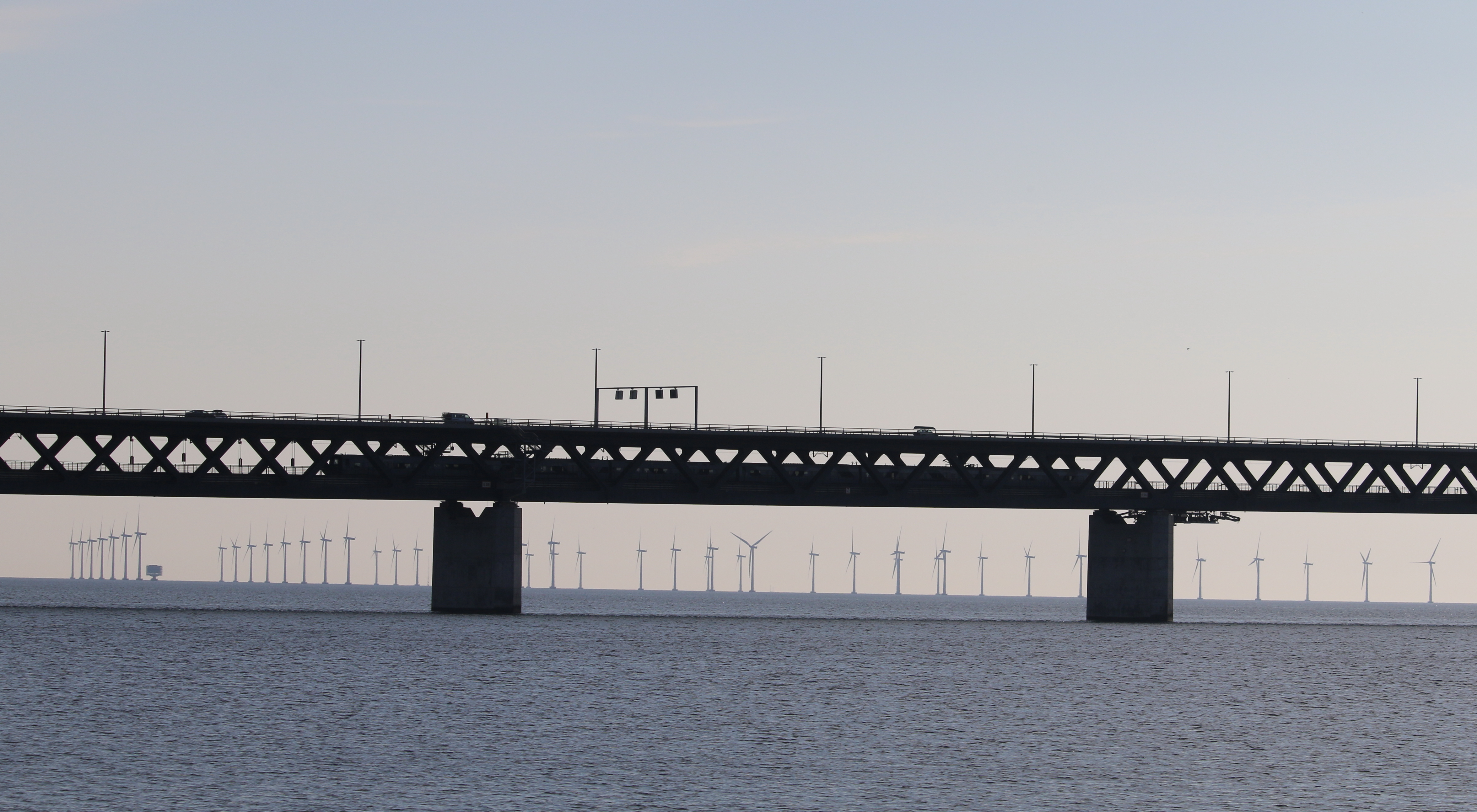